# Sint-Benedictuskerk (Ringsted)
De lutherse Sint-Benedictuskerk (Deens: Sankt Bendts Kirke) in de Deense plaats Ringsted wordt historisch en architectonisch tot de belangrijkste kerken van Denemarken gerekend. De rond 1170 als kloosterkerk van de benedictijner abdij Ringsted gebouwde romaanse basiliek was van 1182 tot 1341 de grafkerk voor de koningen van Denemarken. Ze is de oudste nog altijd bestaande bakstenen kerk van Scandinavië.

## Geschiedenis

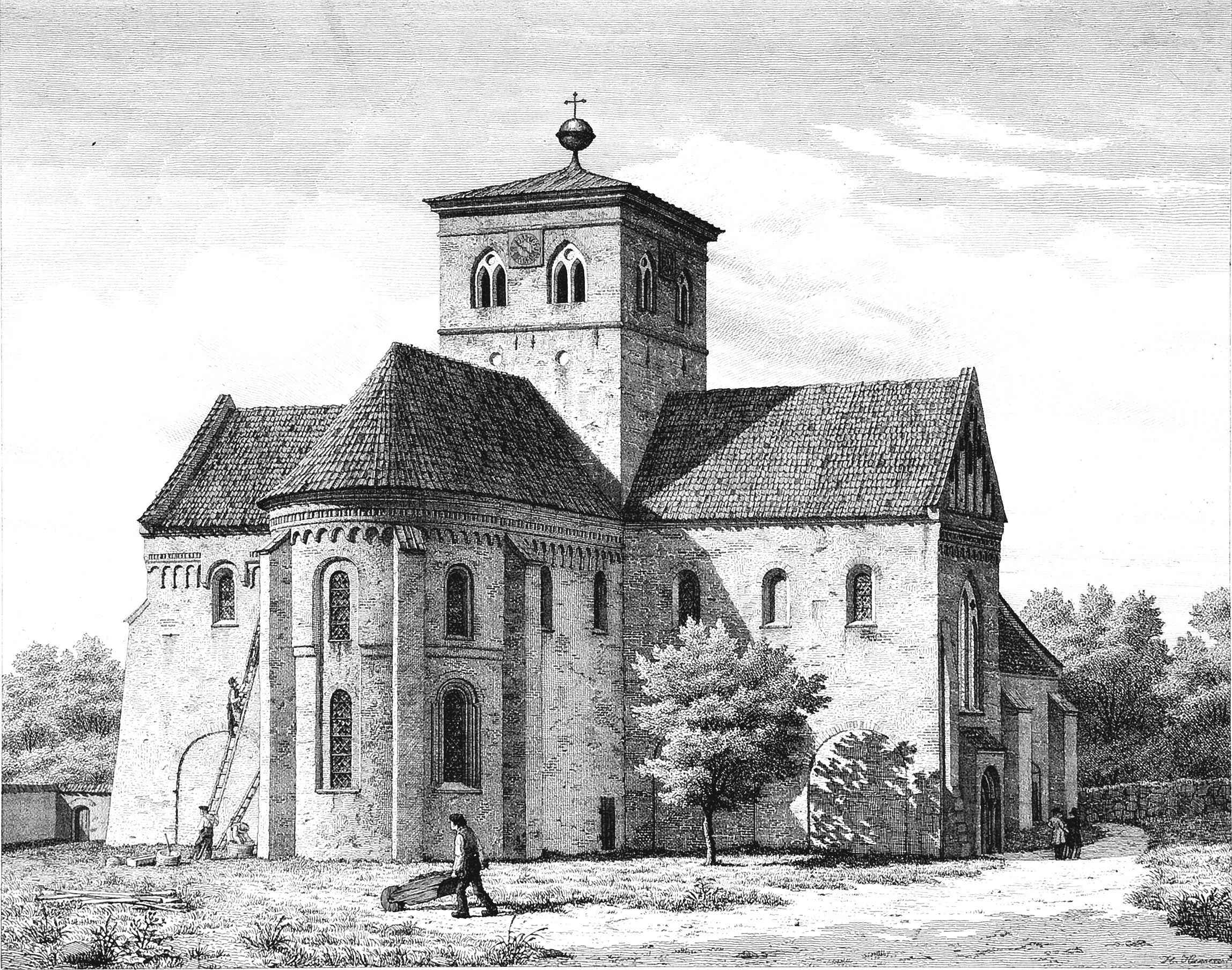
De kerk in 1850

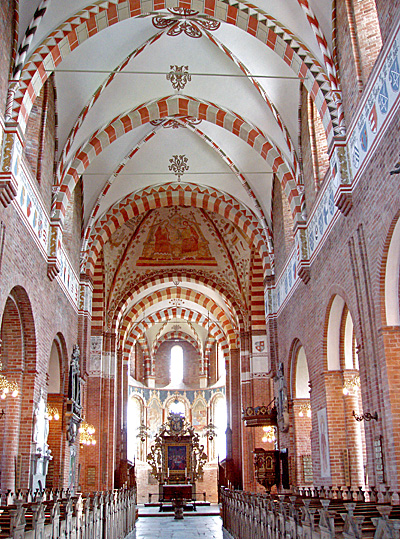
Interieur

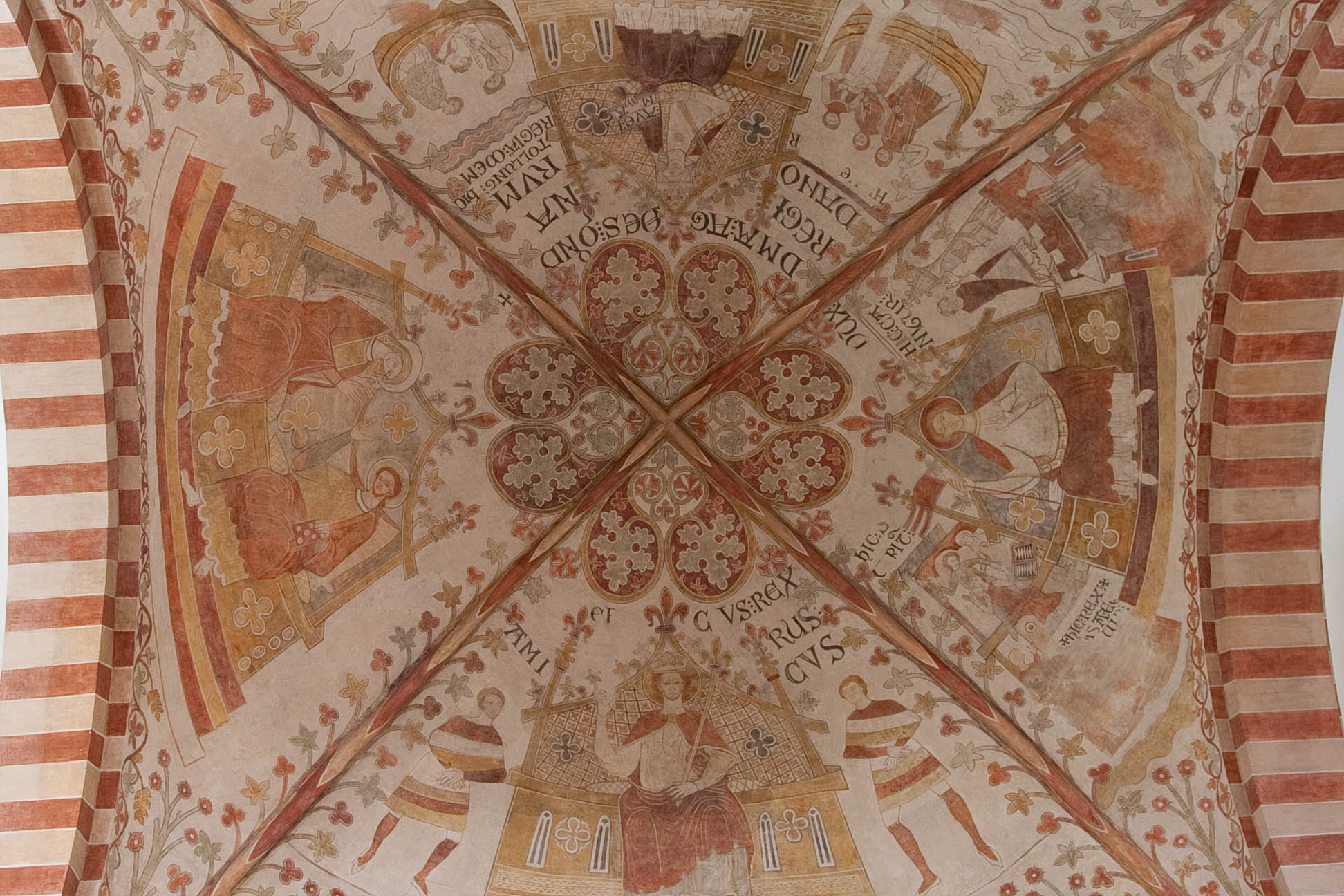
Fresco's

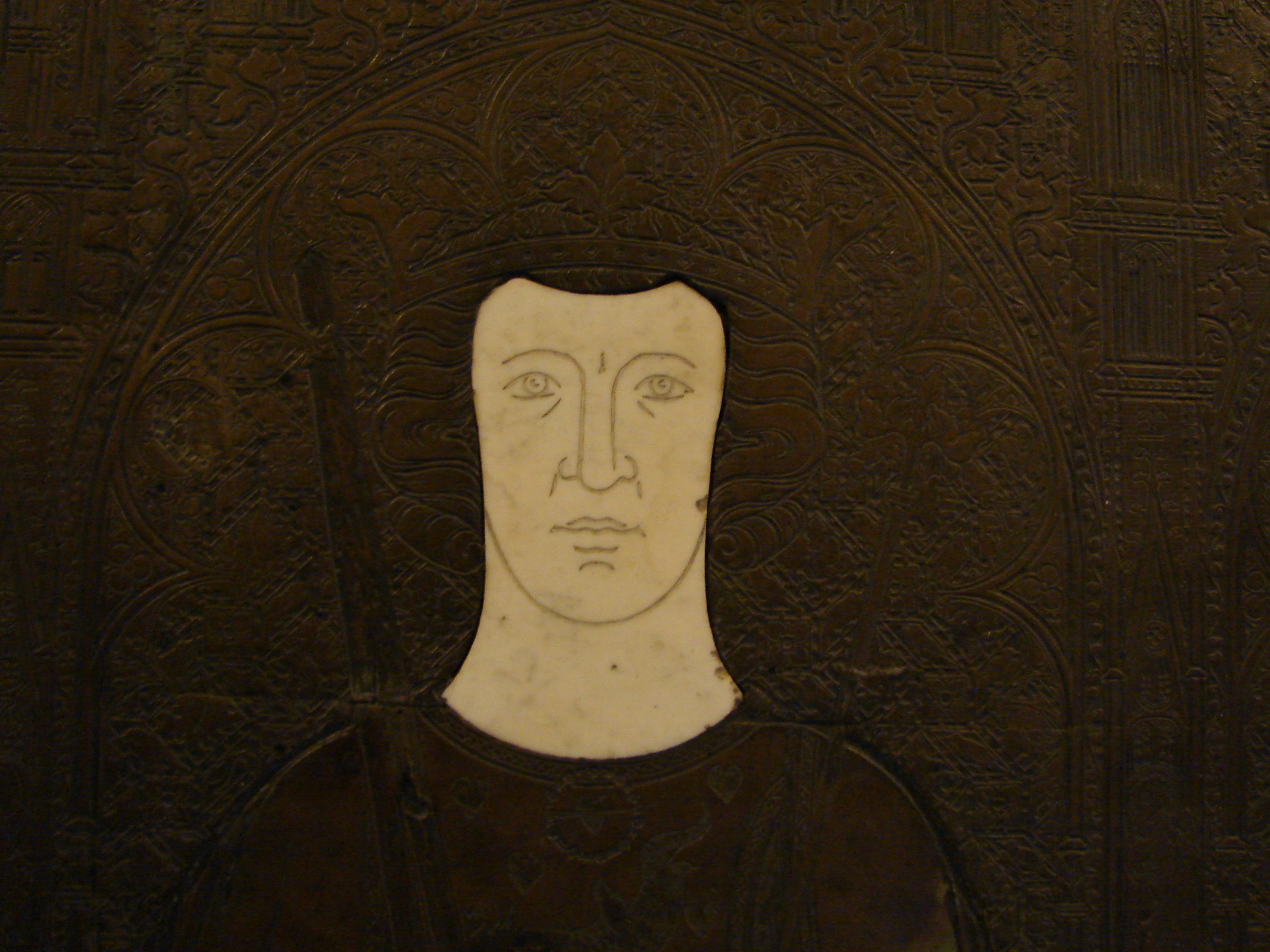
Erik VI van Denemarken

De voorganger van de huidige kerk was een vroegromaans kerkgebouw uit circa 1080, die destijds een houten kerk uit de tijd van de kerstening van Denemarken verving. In het jaar 1131 werd Knoet Lavard vanwege onenigheid over de troonsopvolging in de buurt van Ringsted vermoord en in de kerk van Ringsted bijgezet. Nadat zijn zoon Waldemar zijn heerschappij vestigde, wist hij de heiligverklaring van zijn vader in 1169 in Rome te bewerkstelligen nadat er bij diens graf talrijke wonderen werden gemeld. Terzelfder tijd begon de bouw van een grote, hoogromaanse kerk. De bouw werd gefinancierd door de offergaven van pelgrims, die in groten getale op het graf toestroomden. In de nog onvoltooide kerk liet Waldemar bij het graf van zijn heiliggesproken vader zijn zoon Knoet door aartsbisschop Eskil tot zijn opvolger kronen.
De nieuwe kerk vormde de noordelijke vleugel van het bijna vierkante complex van kloostergebouwen, die vermoedelijke tegelijkertijd werden gebouwd. In de gotische tijd werden er gewelven in de kerk ingebracht.
Het benedictijner klooster bleef tot de invoering van de reformatie bestaan. In 1571 werd de kerk een lutherse parochiekerk.
Een brand in 1806 verwoestte het kloostercomplex en beschadigde de kerk aan de westelijke gevel. Het herstel van de kerk vond in empirestijl plaats. Tegelijkertijd werden de buitenmuren van een stuclaag voorzien.
In de periode 1899-1910 werden er onder leiding van de Deense architect Hermann Baagøe Storck omvangrijke restauratiewerkzaamheden doorgevoerd, die zich aan de oorspronkelijke vormen oriënteerden. De romaanse ramen in de apsis werden hersteld, de stuclaag verwijderd om het bakstenen muurwerk weer tevoorschijn te halen en de vieringtoren kreeg een pyramidedak.

## Architectuur
De Sint-Benedictus is een drieschepige basiliek in de vorm van een kruiskerk. Het twee traveeën tellende koor wordt afgesloten met een ronde apsis. Aan de oostelijke kant van de beide transeptarmen zijn rechthoekige kapellen met een ronde apsis toegevoegd. De vieringtoren is vierkant. Het zijn waarschijnlijk de benedictijner invloeden waardoor het totaalbeeld van de architectuur van de kerk herinnert aan Lombardische voorbeelden.

## Inrichting
De sterk gerestaureerde muurschilderingen in de kerk stammen grotendeels uit de romaanse en gotische tijd en hebben veelal betrekking op de heroïsche daden van de koningen. De fresco's werden tijdens de neoromaanse restauratie aangevuld.
Het romaanse zandstenen doopvont wordt op 1150 gedateerd. Het eiken koorgestoelte uit 1420 vertoont gelijkenissen met het koorgestoelte van de domkerk te Roskilde. Altaar en kansel zijn werken uit de 17e eeuw.

## Grafkerk
De nationale betekenis van de kerk voor Denemarken is vooral gelegen in de aanwezigheid van het graf van Waldemar I de Grote. Van 1182 tot 1341 werden hier alle Deense koningen en koninginnen begraven. Alleen in de domkerk van Roskilde zijn meer Deense koningsgraven aanwezig.
Belangrijke personen die in de kerk werden bijgezet:
- Knoet Lavard († 1131)
- Waldemar I van Denemarken († 1182)
- Knoet VI van Denemarken († 1202)
- Dagmar van Bohemen († 1212)
- Rikissa van Denemarken († 1220)
- Berengaria van Portugal († 1221)
- Waldemar II van Denemarken († 1241)
- Erik IV van Denemarken († 1250)
- Agnes van Brandenburg († 1304)
- Erik VI van Denemarken († 1319)
- Birger I van Zweden († 1321)
- Martha van Denemarken († 1341)
- Blanca van Namen († 1363)